# Battaglia di Adrianopoli (1365)
La battaglia di Adrianopoli nel 1365 ebbe come risultato la vittoria della tattica dei turchi ottomani. Questa battaglia contrassegnò l'inizio della conclusione della presenza bizantina nei Balcani.

## Antefatti
Con la caduta di Gallipoli nel 1354, gli Ottomani erano riusciti a stabilire una testa di ponte sul continente europeo e dalla quale riuscirono in breve tempo ad espandersi. I guerrieri ghazi e akinci, con le loro rapide incursioni, arrivarono ad assediare le principali città della Tracia, come Didymoteicho nel 1360, e Filippopoli nel 1363. Adrianopoli, che era la terza città più grande dell'Impero bizantino dopo Costantinopoli e Tessalonica si ritrovò così per trovarsi nelle mire degli Ottomani.

## La battaglia
La datazione e le modalità della conquista ottomana di Adrianopoli non sono certe. Gli studiosi hanno fornito alcune date come il 1361, 1362, 1367 e 1371.

## Conseguenze
A seguito della conquista la città, che fu ribattezzata Edirne fu amministrata per un periodo da Lala Shahin Pascià. Tuttavia la corte non venne trasferita immediatamente da Bursa dopo la conquista, ma solamente nell'inverno 1376-77, quando l'imperatore bizantino Andronico IV Paleologo riconsegnò Gallipoli agli Ottomani. Lo spostamento definitivo della capitale avvenne durante l'interregno ottomano, quando Solimano Çelebi fece trasferire il tesoro imperiale da Bursa ad Edirne. Con questa mossa gli Ottomani radicarono ulteriormente il loro potere in Europa. Questa scelta fu determinata dalla posizione centrale della città, da cui potevano lanciare attacchi contro tutti gli stati dei Balcani, tra cui la Serbia, la Bulgaria e l'Ungheria, stati che stavano approfittando della guerra tra bizantini e turchi per togliere territori ai bizantini.